# Тепличка (притока Вагу, Тренчин)
Тепличка (словац. Teplička) — річка в Словаччині, права притока Вагу, протікає в окрузі Тренчин.
Довжина — 26.5 км.
Бере початок в масиві Стражовске-Врхи — на висоті 560 метрів. Протікає селом Дольна Поруба і біля Омшенья. Надалі тече містом Тренчанське Теплиці і селом Тренч'янська Тепла. Розташоване водосховище Барачка.
Впадає у Ваг біля міста Тренчин.